# 鄭成光
鄭成光（1949年4月5日—），生於台灣省新竹市，政治人物。現任新竹市議會議員，曾任新竹市議會議長。

## 生平
初中畢業，年輕時曾加入黑道，與謝文進皆曾為地方角頭。曾任第九屆香山鄉民代表，第1至第11屆新竹市議會議員，第四屆新竹市議會副議長，第五、六、七屆新竹市議會議長。
曾經以無黨籍參選。2023年當選新竹市議員後，在朱立倫邀請下，重新加入國民黨市議會黨團。

## 選舉記錄
| 年度 | 選舉屆數               | 選舉區           | 所屬政黨   | 得票數 | 得票率 | 當選標記 | 備註 |
| ---- | ---------------------- | ---------------- | ---------- | ------ | ------ | -------- | ---- |
| 1978 | 第九屆香山鄉民代表選舉 |                  |            |        |        |          |      |
| 1982 | 第一屆新竹市議員選舉   |                  |            |        |        |          |      |
| 1986 | 第二屆新竹市議員選舉   |                  |            |        |        |          |      |
| 1990 | 第三屆新竹市議員選舉   |                  |            |        |        |          |      |
| 1994 | 第四屆新竹市議員選舉   | 新竹市第五選舉區 | 中國國民黨 | 4,189  | 17.33% |          |      |
| 1998 | 第五屆新竹市議員選舉   | 新竹市第五選舉區 | 中國國民黨 | 3,854  | 15.74% |          |      |
| 2002 | 第六屆新竹市議員選舉   | 新竹市第五選舉區 | 無黨籍     | 3,005  | 12.69% |          |      |
| 2005 | 第七屆新竹市議員選舉   | 新竹市第五選舉區 | 無黨籍     | 4,248  | 14.79% |          |      |
| 2009 | 第八屆新竹市議員選舉   | 新竹市第五選舉區 | 中國國民黨 | 3,589  | 11.44% |          |      |
| 2014 | 第九屆新竹市議員選舉   | 新竹市第五選舉區 | 中國國民黨 | 4,804  | 12.91% |          |      |
| 2018 | 第十屆新竹市議員選舉   | 新竹市第五選舉區 | 中國國民黨 | 4,157  | 10.15% |          |      |
| 2022 | 第十一屆新竹市議員選舉 | 新竹市第五選舉區 | 無黨籍     | 4,582  | 11.54% |          |      |

## 相關事件

### 侵吞九二一震災捐款
1999年，因九二一震災，新竹崇光百貨捐款三百萬元，由當時新竹市議會議長鄭成光收取。經過一年後，這筆慈善捐款仍在鄭成光私人戶頭中，未將款項匯入新竹市政府救災專戶。新竹地檢署於2000年以侵佔罪起訴鄭成光，經法院判決1年6個月徒刑定讞，緩刑五年。

### 車禍肇事致死事件
2023年11月4日，駕駛BMW座車，高速闖紅燈，撞擊機車騎士，造成18歲杜姓騎士當場死亡。